# پاربانی
شهر پاربانی (به انگلیسی: Parbhani) با جمعیت ۳۲۲٫۳۶۵ نفر در ایالت مهاراشترا در کشور هند واقع شده‌است.

## نگارخانه

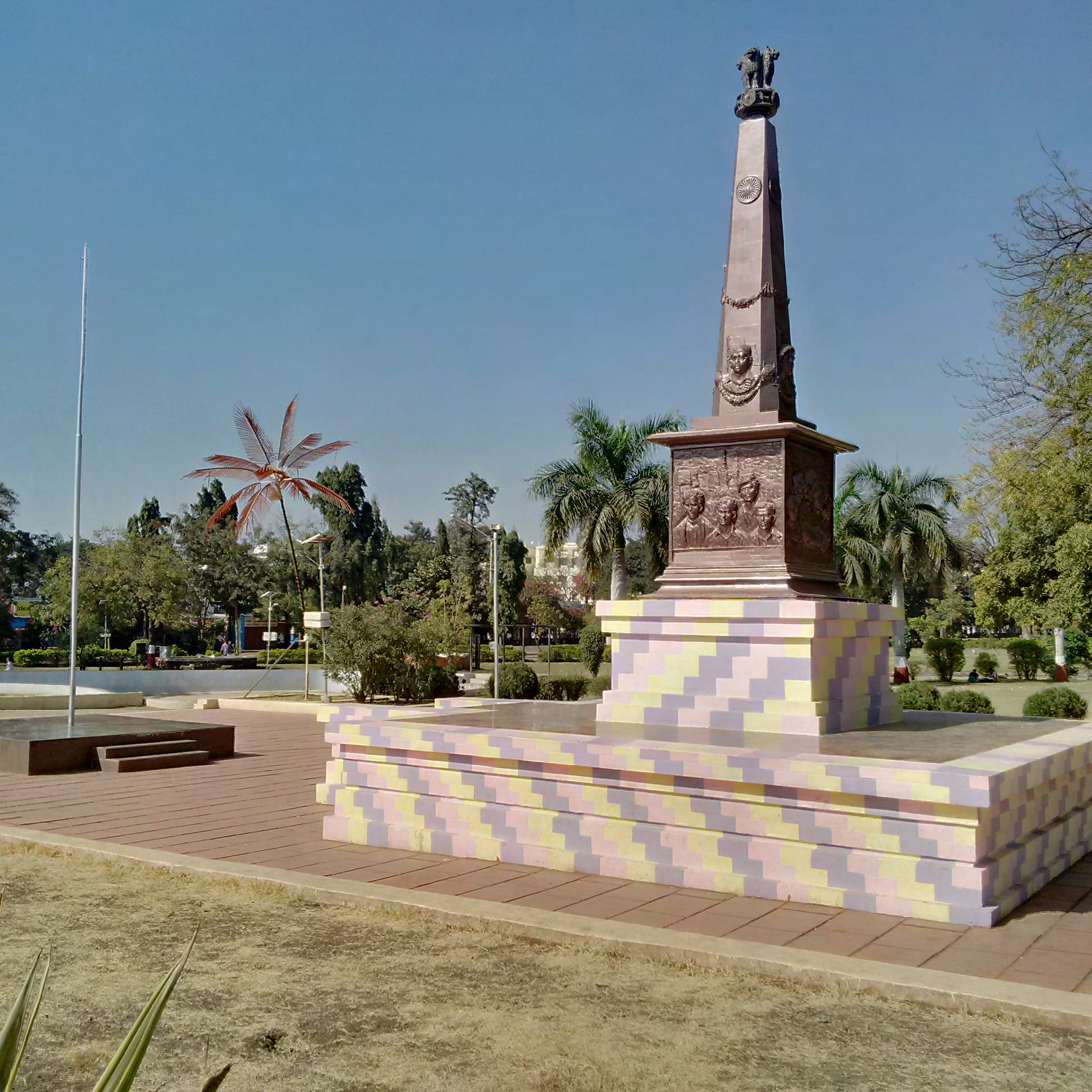
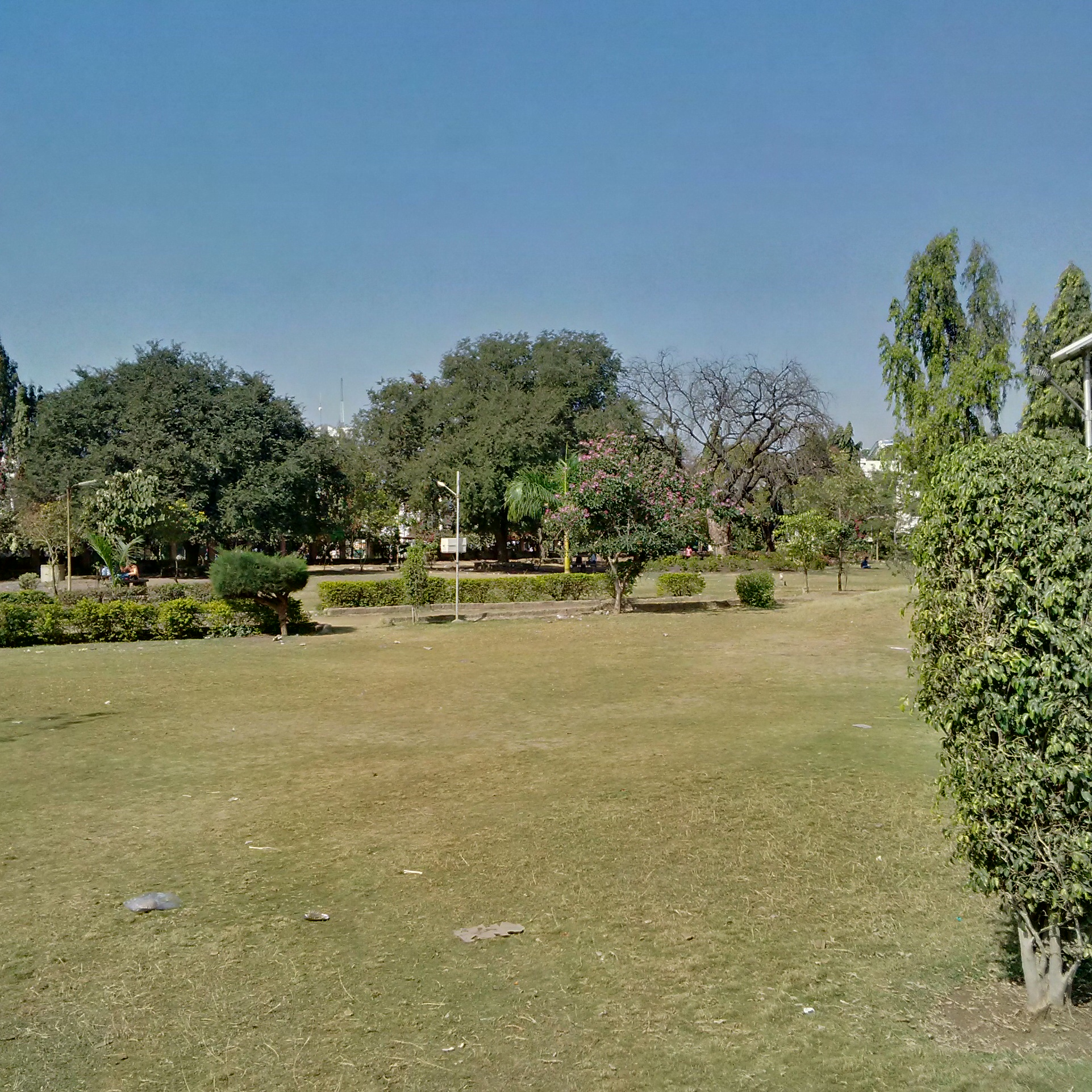
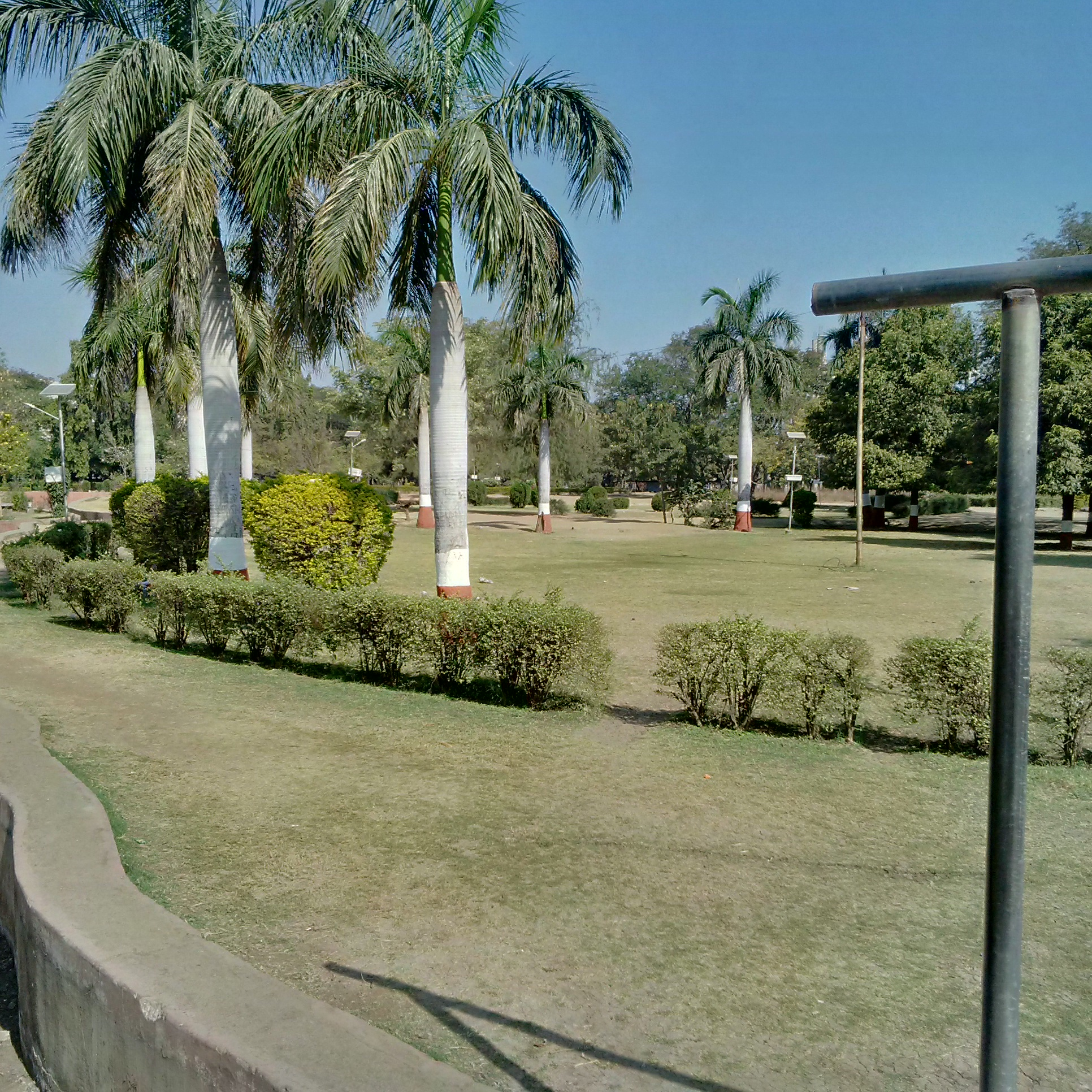
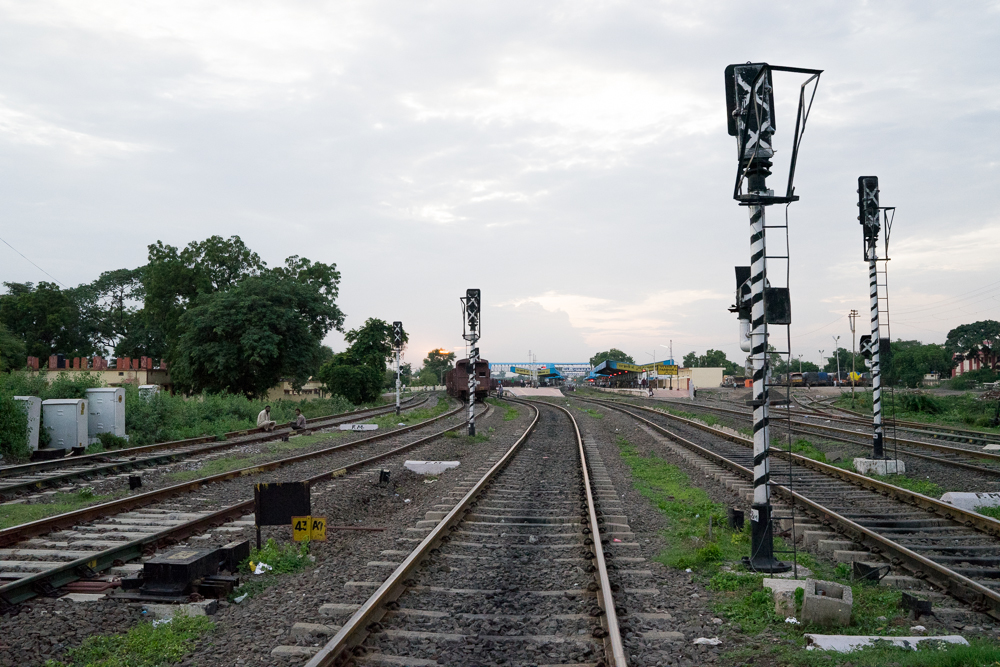
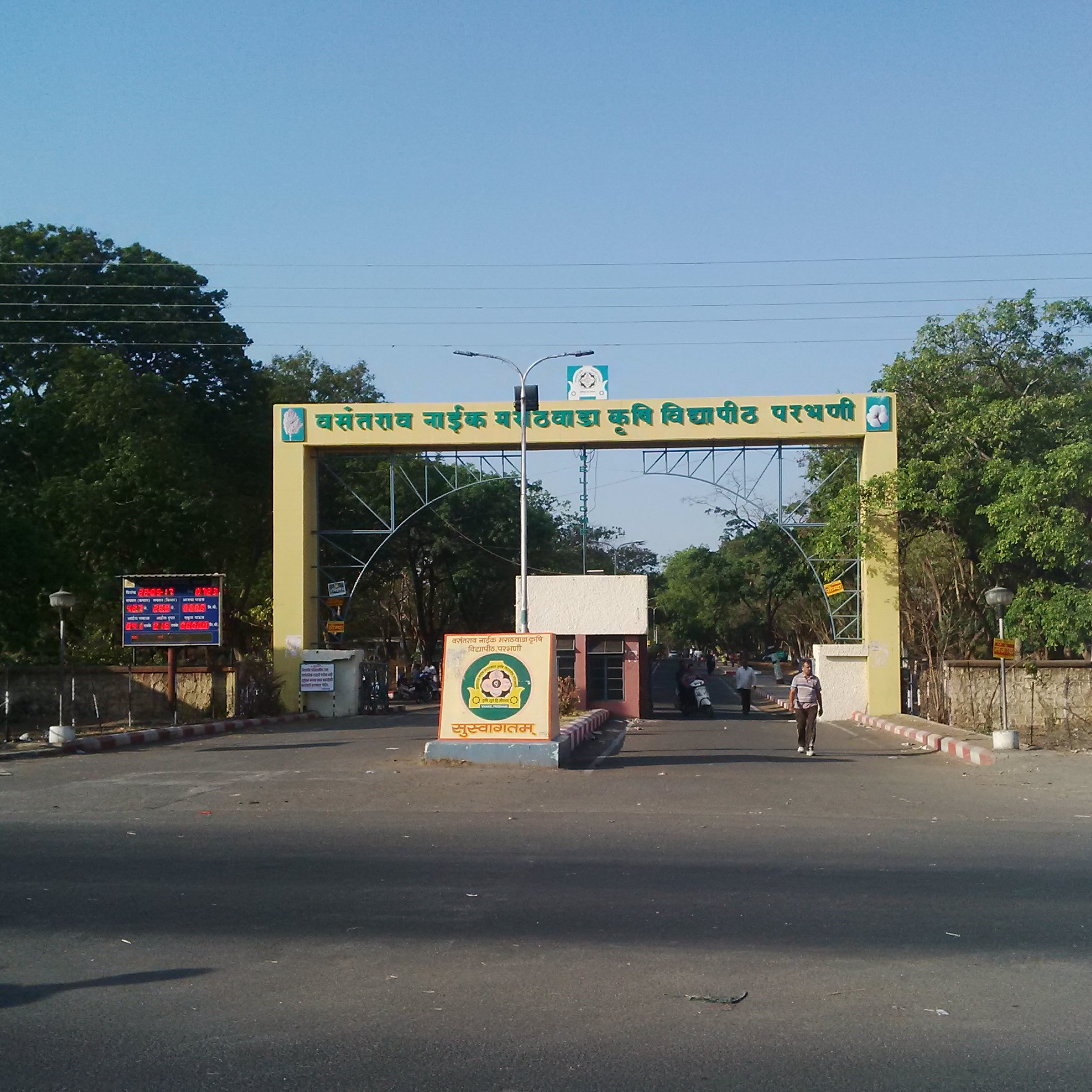